# Mont Sylvio-Lacharité
Mont Sylvio-Lacharité är ett berg i Kanada.   Det ligger i provinsen Québec, i den sydöstra delen av landet, 270 km öster om huvudstaden Ottawa. Toppen på Mont Sylvio-Lacharité är 581 meter över havet, eller 12 meter över den omgivande terrängen. Bredden vid basen är 0,32 km.
Terrängen runt Mont Sylvio-Lacharité är kuperad åt nordost, men åt sydväst är den platt. Närmaste större samhälle är Magog, 9,8 km sydost om Mont Sylvio-Lacharité. 
I omgivningarna runt Mont Sylvio-Lacharité växer i huvudsak lövfällande lövskog. Runt Mont Sylvio-Lacharité är det ganska glesbefolkat, med 27 invånare per kvadratkilometer.